# Alexandra Kimová
Alexandra Petrovna Kimová (rusky Александра Петровна Ким, korejsky 김애림; 22. února 1885, Silenikovo – 16. září 1918, Chabarovsk) byla korejská revolucionářka. V roce 1916 se spojila s bolševiky, a je proto považovaná za první korejskou komunistku.

## Životopis

### Mládí
Alexandra Kimová se narodila v Sinelnikovu, v korejské vesnici na Sibiři, kde byl silný korejský nacionalismus. V roce 1869 přišel její otec Kim Du Suh do Ruska. Pracoval jako překladatel. Později odešel do Mandžuska, bojovat proti japonským vojskům.
V roce 1895 k němu Alexandra přijela do Číny. Brzy poté však Kim Du Suh zemřel. Alexandra byla adoptována Pjotrem Stankevičem, ruským přítelem jejího otce. Navštěvovala dívčí školu ve Vladivostoku. Po jejím absolvování začala pracovat jako učitelka na národní škole. Brzy si vzala Stankevičova syna.

### Politický aktivismus
V té době začala Kimová docházet na politická setkání korejských emigrantů. V té době se rozvedla a přesunula se na Ural, kde začala šířit politický aktivismus. V roce 1916 se Kimová připojila k bolševikům. V roce 1917 jí Lenin poslal na Sibiř, aby zmobilizovala korejské síly proti kontrarevolučním silám.
Odjela do Chabarovsku, kde se stala lidovou komisařkou Chabarovské rady. Setkala se zde s Yiem Dong-Wiem, Kim Ripem a dalšími korejskými bojovníky za nezávislost.

### Smrt
Dne 4. září 1918 byla Kimová zajata bělogvardějci a 16. září téhož roku zastřelena. Její poslední slova byla: „Svoboda a nezávislost pro Koreu!“.